# Trois femmes flics
 (juin 2016).
Si vous disposez d'ouvrages ou d'articles de référence ou si vous connaissez des sites web de qualité traitant du thème abordé ici, merci de compléter l'article en donnant les références utiles à sa vérifiabilité et en les liant à la section « Notes et références ».
Trois femmes flics est une série télévisée française en six épisodes de 48 minutes créée par Tania De Montaigne, Sophie Pincemaille et Patrick Tringale, diffusée du 11 février 2005 au 18 mars 2005 sur France 2, 13e rue, NT1, France 4, Ciné Polar et Action.

## Synopsis
Trois jeunes femmes flics mènent leurs enquêtes dans diverses sections de la police. Lise, simple flic, doit faire face à un dilemme : doit-elle dénoncer son oncle pour harcèlement moral sur ses employés ? Justine, de la police scientifique, persuadée que l'homme arrêté pour le meurtre d'une femme est innocent, passe outre aux ordres de son supérieur et mène son enquête. Quant à Manu, elle éprouve des difficultés à accepter les longues heures de planque.

## Distribution
- Laurent Bateau : Leroy
- Philippe Caroit : le commandant Moriset
- Marina Golovine : Lisa
- Elsa Kikoïne : Manu
- Jean-Paul Comart : l'inspecteur Miller
- Bernard Yerlès : Romain
- Delphine Rollin : Justine
- Alexandre Thibault : Fabien
- Romain Sellier : Ludo
- Yan Duffas : Alex

## Épisodes
1. Qui se ressemble
2. Nulle n'est parfaite
3. Telle est prise
4. L'homme est un loup pour la femme
5. Le Malheur des unes
6. Tel père, quelle fille ?